# Neosatyrus shajouscoii
Neosatyrus shajouscoii is een vlinder uit de onderfamilie Satyrinae van de familie Nymphalidae. De wetenschappelijke naam van de soort is voor het eerst geldig gepubliceerd door Kenneth Hayward.